# Walter Zirpins
Walter Arthur Zirpins (* 26. Mai 1901 in Königshütte, Oberschlesien; † 17. Februar 1976 in Hannover) war ein deutscher Jurist und Polizeibeamter. Er wurde vor allem bekannt aufgrund seiner Ermittlungen im Rahmen des Reichstagsbrandes von 1933.

## Leben

### Ausbildung und frühe Laufbahn
Walter Zirpins wurde 1901 als Sohn des Ingenieurs Arthur Bernhard Waldemar Zirpins und dessen Ehefrau Clara Auguste geb. Sträubig geboren. Nach dem Schulbesuch studierte Zirpins Rechtswissenschaften. Er wurde an der Universität Breslau mit der 1927 erschienenen Dissertation Die Begriffsgrenze zwischen Besitzdiener und Besitzmittler: (§§ 855 u. 868 BGB) zum Dr. jur. promoviert. Anschließend trat er in den Polizeidienst ein. Von 1929 bis 1932 war Zirpins erstmals politisch-polizeilich bei der Grenzpolizei Elbing-Marienburg tätig.

### Zeit des Nationalsozialismus
Im Januar 1933 wurde Zirpins in die Abteilung I A (Politische Polizei) beim Polizeipräsidium Berlin versetzt. In dieser Eigenschaft war er einen Monat später maßgeblich in die Ermittlungen anlässlich des Reichstagsbrands in der Nacht vom 27. zum 28. Februar 1933 involviert: Als Mitglied der provisorischen Brandkommission vernahm er als einer der ersten den Tatverdächtigen Marinus van der Lubbe und begleitete diesen am Tag nach dem Brand bei einer Tatortbegehung, wobei van der Lubbe die Durchführung der Brandstiftung vorführen sollte. Bei seinen Vernehmungen des Verdächtigen fälschte Zirpins nach aktuellem Forschungsstand „dessen Aussage […] bewusst, um die These von der Alleintäterschaft (van der Lubbes) zu erhärten.“ Außerdem trat Zirpins einige Monate später als Sachverständiger im sogenannten Reichstagsbrandprozess auf.
Ende März 1933 oder Anfang April 1933 wurde Zirpins in die neugegründete Geheime Staatspolizei (Gestapo) übernommen, aus der er aber bereits am 23. Mai 1933 auf Veranlassung von Rudolf Diels wieder ausschied. Hintergrund war offenbar eine Eingabe von unbekannter Seite, wonach Zirpins Anfang Mai 1933 beim Chef der Polizeiabteilung im Preußischen Innenministerium Kurt Daluege die Beschäftigung eines jüdischen Spitzels vorgeworfen worden war.
Stattdessen wechselte Zirpins im Mai 1933 als Lehrer an das Polizei-Institut Charlottenburg. Dort wurde er am 1. Dezember 1934 zum Kriminalrat befördert, bevor er am 1. April 1937 zum Stabsführer der Führerschule der Sicherheitspolizei ernannt wurde. Zu dieser Zeit veröffentlichte er auch Aufsätze über die nationalsozialistische Rechtsauffassung.
1937 publizierte Zirpins die These, nicht in erster Linie die individuellen Rechte von Menschen seien von der Exekutive zu schützen. Vielmehr müsse sie das Wohl der „Volksgemeinschaft“ fördern, deshalb berechtige „jede Schlechterfüllung der Pflichten gegenüber dem Volk“ die Polizei „zum Einschreiten […] ohne Rücksicht auf ihre strafrechtliche Verfolgbarkeit“.
Im Dezember 1938 wechselte Zirpins in das Reichskriminalpolizeiamt (RKPA) nach Berlin. Der SS trat er 1939 bei (SS-Nummer 342.009) und wurde zum 9. November desselben Jahres zum SS-Sturmbannführer befördert.

### Zweiter Weltkrieg
Während des Zweiten Weltkriegs wurde Zirpins im besetzten Łódź (Litzmannstadt) eingesetzt. Dort leitete er von Mai 1940 bis zum Februar 1941 die Kriminalpolizei im Ghetto Litzmannstadt. Seine dortige Tätigkeit betrachtete Zirpins als Pionierleistung, wie sein zweiteiliger Aufsatz „Das Ghetto in Litzmannstadt, kriminalpolizeilich gesehen“ zeigt, der im Oktober und September 1941 in der Zeitschrift Kriminalistik erschien. Dort führte er aus:

„Eine solche Zusammenpferchung von Kriminellen, Schiebern, Wucherern und Betrügern [hat] auch sofort ihre besonderen kriminalpolizeilich bedeutsamen Erscheinungsformen gezeitigt. Da aber die Schaffung eines so großen und vor allem festgeschlossenen Gettos bisher einmalig ist, fehlt es an kriminalistischen einschlägigen Erfahrungen und an jeglichem Vorbild. Es hat daher eines umfangreichen Studiums der jüdischen Mentalität und Gepflogenheiten […] bedurft, um die Wege zur präventiven und repressiven Bekämpfung durch die Kriminalpolizei herauszufinden.“

Im Anschluss an seine Tätigkeit in Łódź war Zirpins von 1941 bis 1943 als Referatsleiter im Amt I B 3 („Lehrplangestaltung der Schulen“ bzw. „Ausbildung, Fortbildung und Sonderschulung“) im Reichssicherheitshauptamt tätig. Klee zufolge war er auch dort maßgeblich an der Judenverfolgung in den Ghettos von Łódź und Warschau beteiligt. Daneben firmierte Zirpins seit seiner Beförderung zum Regierungs- und Kriminalrat im Jahr 1943 als „Lehrbeauftragter für Verbrechensbegehung und Verbrechensbekämpfung“ an der Deutschen Karls-Universität in Prag. Ferner war er Mitglied der von Reinhard Heydrich eingesetzten Internationalen Kriminalpolizeilichen Kommission.
Am 1. Februar 1943 heiratete er in Zwolle in den besetzten Niederlanden.
Am 15. Januar 1945 wurde Zirpins noch zum Oberregierungs- und Kriminalrat ernannt und kurz danach, im März 1945, zum Leiter der Hamburger Kriminalpolizei bestellt.

### Nachkriegszeit
Bei Kriegsende geriet Zirpins in alliierte Gefangenschaft. Er wurde bis 1947 interniert und aufgrund seiner Tätigkeit im Ghetto von Łódź in die offizielle polnische Kriegsverbrecherliste aufgenommen.
Nach einer vergeblichen Bewerbung um die Stelle des Chefs des Landeskriminalpolizeiamtes Niedersachsen im Jahr 1947 bot ihm das Niedersächsische Innenministerium 1951 eine Anstellung in höherer Funktion an. Dies war eine Stelle als Referent für die
kriminalpolizeiliche Belange der Polizei Niedersachsen mit Sitz im Innenministerium.
1951 als Beamter auf Widerruf eingestellt, war er in dieser Funktion gleichzeitig Leiter des Landeskriminalpolizeiamtes und dem seit 1950 amtierenden Leiter Wilhelm Gansweidt vorgesetzt.
Seine Einstellung ging zurück auf das 1951 beschlossene Gesetz zur Regelung der Rechtsverhältnisse der unter Artikel 131 des Grundgesetzes fallenden Personen, das die Wiedereinstellung von etwa 460.000 ehemaligen NS-Beamten und -angestellten ermöglicht hatte.
Zum Jahresende 1951 leitete er die 60-köpfige Sonderkommission S (S für Sprengstoff) mit Angehörigen der Polizeien der Länder Bremen und Niedersachsen, die nach dem Bombenattentäter von Bremen und Eystrup fahndete.
1953 wurde Georg Schulz neuer Leiter des Landeskriminalpolizeiamtes und Referent im Innenministerium; Walter Zirpins zu seinem Stellvertreter degradiert. Von 1955 bis zu seiner Pensionierung 1961 leitete Zirpins die Kriminalpolizei der Polizeidirektion Hannover.
Vor seiner Wiedereinstellung hatte Bernhard Wehner in einem Spiegel-Artikel vom 14. März 1951 zur Personalpolitik des BKA Zirpins einen „SS-Hauptsturmführer honoris causa“ genannt und damit seine Tätigkeit als Leiter der Kripo in Łódź verharmlost um seine Wiedereinstellung zu fordern. Der auf die Geschichte der Polizei im Nationalsozialismus spezialisierte Historiker Patrick Wagner bezeichnet eine Aussage von Zirpins 1955 – die Kripo habe von 1933 bis 1945 „stets […] Rechtsbewusstsein, Selbstverantwortung und Achtung vor der Menschenwürde“ zum Maßstab ihres Handelns gemacht, angesichts der Mitwirkung von Zirpins bei den Judenverfolgungen 1940/1941 im Ghetto Litzmannstadt als „abgrundtief zynisch“. Neben Wehner habe sich Zirpins als zweiter, die Involvierung der Polizei in die Verbrechen des Nationalsozialismus verharmlosender „Vergangenheitspolitiker der Kripo“ profiliert.
Zirpins stand auf der Liste der Täter von Menschheits- und Kriegsverbrechen der polnischen Regierung. Nach einer vom NDR am 30. April 1960 unter dem Titel „Das Ghetto von Lodz 1940–1944“ ausgestrahlten Rundfunksendung, in der Zirpins als früherer Leiter der Kriminalpolizeistelle Lodz erwähnt worden war, gingen im Mai 1960 bei der Staatsanwaltschaft Hannover Anzeigen wegen „Anstiftung zum Mord“ und „Beteiligung an der Tötung von Juden im Ghetto von Lodz“ ein. Da Zirpins aber schon im Februar 1941 als Chef der Kripo Lodz abberufen und zum Reichssicherheitshauptamt versetzt worden war, und die systematische Vernichtung der Juden im Ghetto Lodz erst im Januar 1942 begonnen hatte, war der Nachweis einer Beteiligung am Judenmord nicht möglich und „sein mögliches Wissen um die bevorstehende Massenmorde […] ein bereits verjährtes Vergehen“, so dass das staatsanwaltschaftliche Ermittlungsverfahren im März 1961 eingestellt wurde.
Nach seiner Pensionierung verfasste Zirpins zusammen mit Otto Terstegen ein Standardwerk zur Wirtschaftskriminalität, das 1963 erschien. Er war bis zu seinem Tod 1976 als „Nestor der Wirtschaftskriminologie in der Bundesrepublik hoch angesehen“.
Jüngeren Forschungen zufolge war Zirpins Teil eines Netzwerks ehemaliger NS-belasteter Kriminalisten, dem es gelang, „nicht nur die Personalpolitik und die kriminalpolitischen Diskurse der westdeutschen Kripo, sondern auch die Bedeutung kriminalpolizeilicher Tätigkeit im NS-Staat zu bestimmen“. Noch 1986 übernahm ein Polizeilehrbuch Zirpins’ Begründung für die hohe Kriminalität nach Kriegsende: Diese habe ihre Ursache in der „Freilassung des größten Teils der strafgefangenen und sicherungsverwahrten Berufsverbrecher, Asozialen und kriminellen Landfahrer“ gehabt.
Zirpins sagte zum Komplex des Reichstagsbrandes sowohl 1933 im Reichstagsbrandprozess als auch 1961 vor dem Amtsgericht Hannover aus. Zudem war er der wichtigste Zeuge von Fritz Tobias in der Kontroverse um die These von Marinus van der Lubbes Alleinschuld am Reichstagsbrand.

## Archivarische Überlieferung
Im Bundesarchiv Berlin haben sich Personalunterlagen zu Walter Zirpins im Bestand des ehemaligen Berlin Document Center erhalten; insbesondere eine SS-Führer-Personalakte (R 9361-III/565564) und eine Personalakte der Reichskulturkammer (R 9361-V/12241). Im Bundesarchiv Koblenz wird wiederum eine von den 1950er bis in die 2000er Jahre von Fritz Tobias zusammengetragene umfangreiche Sammlung mit Material zu Zirpins (v. a. Korrespondenzen mit und über ihn, sowie biographische Unterlagen) als Teil der Zeitgeschichtlichen Sammlung Fritz Tobias (Zsg 163) als Akte „Zsg 163/185“ verwahrt.
Im Landesarchiv Berlin hat sich ein Ermittlungsheft der Staatsanwaltschaft Berlin über Sanders erhalten (B. Rep. 057-01, Nr. 3406). Dieses ist vom Archiv digitalisiert worden und barrierefrei online einsehbar. Es enthält Kopien von Personalunterlagen sowie Vernehmungen und Ermittlungsunterlagen aus der Nachkriegszeit.

## Schriften (Auswahl)
- Die Begriffsgrenze zwischen Besitzdiener und Besitzmittler (§§ 855 und 868 BGB), Eschenhagen, Ohlau 1927. (Dissertation)
- Strafrecht, leicht gemacht! Neuartige Einführung in das Strafrecht. Mit 250 Übungsfragen und -beispielen nebst Lösungen, Kameradschaft, Berlin 1939. (Vorwort von Arthur Nebe; bis 1944 fünf Auflagen).
- Strafgesetzbuch für das Deutsche Reich. Erläuternde Textausgabe mit einem ausführlichen Sachregister, nebst Einführungsgesetz und den wichtigsten Nebengesetzen, Kameradschaft, Berlin 1940. (Hrsg. von Robert Gersbach; Neu bearbeitet von Walter Zirpins; bis 1944 fünf Auflagen)
- Reichsstrafgesetzbuch (Strafgesetzbuch für das Deutsche Reich) mit systematischen Erläuterungen und den wichtigsten strafrechtlichen Nebengesetzen, Hannover 1949. (Neuauflage des vorangegangenen Strafgesetzbuch für das Deutsche Reich)
- Wirtschaftskriminalistische Betriebsprüfung, Hagedorn, Hannover 1949.
- Die Entwicklung der polizeilichen Verbrechensbekämpfung in Deutschland, Verlag Deutsche Polizei, Hamburg 1955.
- Von Schwindelfirmen und anderen unlauteren (kriminellen) Unternehmen des Wirtschaftslebens, Bundeskriminalamt, Wiesbaden 1959.
- Wirtschaftskriminalität. Erscheinungsformen und ihre Bekämpfung. Schmidt-Römhild, Lübeck 1963. (mit Otto Terstegen; Nachdruck Keip, Goldbach 1995).